# Cisano Bergamasco
Cisano Bergamasco [ʧiˈzaːno beɾɡaˈmasko] (Cisà [ʧiˈza] in dialetto bergamasco, Cisàn in dialetto brianzolo, e semplicemente Cisano fino al 1863) è un comune italiano di 6 220 abitanti della provincia di Bergamo in Lombardia. Situato nella Valle San Martino, si trova a circa 18 chilometri a ovest del capoluogo orobico. Il comune fa parte della Comunità montana Lario Orientale - Valle San Martino.

## Geografia fisica
Il territorio di Cisano si estende alle propaggini meridionali del colle d'Albenza del monte Linzone, delle Alpi Orobiche, settentrionali del monte Canto, conosciuto come monte dei Frati, e nella parte occidentale dall'Adda, pur essendo quasi interamente collinare, andando dai 190 m delle sponde del fiume nella località Campioccio i 560 m ha un aspetto molto vario, essendo la zona pedemontana che accompagna dalla pianura alla zona alpina, e presenta numerosi ripiani di differente origine geologica. Sul confine tra Cisano e Brivio scorre il fiume Adda, e nel territorio cisanese il torrente Sonna e altri ruscelletti. Il clima dell'area pedemontana in cui si trova Cisano è di tipo temperato umido, tipico dell'area continentale europea, così come della Pianura Padana.

## Origini del nome
Il nome "Cisano" viene considerato originario del periodo romano, quando i vari territori rurali venivano donati ai veterani militari, e significherebbe "territorio di Caesius". In alternativa viene indicato un significato derivante dal suffisso celtico an ("acqua") poi amnis dei latini che si riferirebbe alla vicinanza con il fiume Adda; interpretando il prefisso cis alla latina, Cisan o Cisamnis significherebbe "di qua dal fiume". "Cisa" risulta presente in molti documenti del Medioevo, poi modificato in "Cixiano", "Cixano", "Zizano". La forma "Cisano" si afferma nel XIV secolo. Con delibera del consiglio comunale del 10 gennaio 1863, con l'intento di meglio identificare la località, si completò in "Cisano Bergamasco", approvato il 28 giugno 1863 con regio decreto.

## Storia

### Le origini
Nonostante sul territorio fosse presente già in epoca romana un'importante strada di collegamento che univa Bergamo a Como, esistevano solo piccoli insediamenti lungo il tragitto della stessa, senza che questi assumessero carattere rilevante, piccole abitazioni che servivano ai militari ai messaggeri e ai mercanti. Anche i successivi secoli non portarono episodi degni di nota, se non la presenza nelle zone limitrofe di insediamenti longobardi prima e dei Franchi poi.

### Il medioevo
Questi ultimi instaurarono l'istituzione politica del Sacro Romano Impero, con cui nacque il feudalesimo. Ed è in questo periodo che sul territorio cominciarono a svilupparsi insediamenti abitativi di una certa consistenza, il primo dei quali fu Villasola (frazione di Cisano), di cui si hanno notizie già all'inizio del X secolo, quando si staccò dalla pieve di Brivio. Di poco successivi sono i documenti scritti in cui viene citato il nome del capoluogo Cisano, il cui nome appare, nel 962, in un atto che certifica i possedimenti del re Berengario II.
Un ulteriore documento si conserva negli archivi: è una pergamena del 6 aprile 975, una transazione di vendita, dove il conte di Lecco Attone del fu Guiberto per quaranta lire vendette ai suoi fratelli Lamberto e Guglielmo figli di Fredeberga i beni che possedeva a Palosco, Rudielliano, Ceredello, Mapello e due nel vico di Cisano
(Pergamena del 975, Archivio capitolare di Bergamo)

Fu proprio nel periodo medievale che sul territorio nacquero numerose fortificazioni tra cui anche un castello, citato per la prima volta nel 1104: castro di Cisano. Il documento fu redatto nel castro di Cisano nel mese di settembre e: 
(Codice diplomatico della Lombardia Meridionale)
 Il territorio si componeva in diversi borghi tra cui quello di Brixio che era presente sulle sponde del fume, mentre Cisano occupata la parte un poco più distante.  Proprio Brizio è la località che viene citata già del 968 con la pieve di Sant'Alessandro. Il territorio di Cisano risulta trovarsi in prossimità del torrente Senna, a cui si accedeva alla Vallis Pontide. Fin del XIi secolo è documentata la presenza di molti vigneti, ed è definita come villa con un sedime di proprietà di Albertus Maister.
Il XII secolo vide la nascita dei comuni e nel 1191 viene indicato per la prima volta Cisano come comune, seguirà poi un periodo in cui i comuni vengono divisi e poi uniti anche per la vicinanza territoriale di Milano e Bergamo e delle diverse famiglia nobili che coprivano gli interessi sui relativi territori, e nel 1259 risulta che Cisano era inserito nell'orbita di Bergamo, nonché l'unione con Brixio o con Caprino, fino al 1281 quando definitivamente fece parte del comune di Bergamo.
Il castello era sito in posizione predominante, fu oggetto di contesa tra fazioni guelfe e ghibelline nel corso di violenti scontri che avvennero tra i due gruppi. Il predominio era esercitato dalla famiglia Vimercati Sozzi de Capitani che possedeva numerosi terreni, edifici (tra i quali il castello stesso) ed esigeva il pagamento di decime, tra cui anche un'imposta per l'attraversamento del fiume Adda che avveniva in località La sosta mediante l'utilizzo di un barcone. La guerra tra i guelfi e ghibellini fu devastante durante tutto il XIV secolo sul territorio intorno a Cisano e che sicuramente coinvolte la località fino al 1411, anno in cui an Bernardino da Siena fece visita a Bergamo e alla bergamasca e fu portatore di pace.

### Dalla Repubblica di Venezia ai tempi moderni
I primi anni del XV secolo furono terribili per tutto il territorio, con il passaggio dei Malatesta nell'aprile e successivamente il territorio, essendo presso l'Adda, e a queste battaglie parteciparono anche gli abitanti di Cisano. Il termine di questo periodo arrivò con l'accordo di pace firmato a Ferrara nel 1433, nel quale venne sancito il passaggio di Cisano e dei borghi limitrofi alla Repubblica di Venezia. Da allora non si sono più verificati episodi di una certa rilevanza politica nel paese che, forte della ritrovata tranquillità, cominciò ad intraprendere attività economiche che risollevarono la condizione economica e sociale dei propri abitanti. Soltanto alcune carestie e ondate epidemiche di peste di manzoniana memoria misero in seria difficoltà la popolazione, che seppe sempre rialzarsi e riprendere le proprie attività. Fino al 1474 Cusano faceva parte del comune di Caprino.
Nel 1797 Cisano, così come gran parte della provincia di Bergamo, venne annesso alla Repubblica Cisalpina, dominazione che durò fino al 1815 quando subentrarono gli austriaci che instaurarono il Regno Lombardo-Veneto; l'ultimo passaggio di consegne avvenne nel 1859 con l'ingresso nel neonato Regno d'Italia.
Nel 1863 assunse la nuova denominazione Cisano Bergamasco.

### Simboli
Lo stemma e il gonfalone sono stati concessi con decreto del presidente della Repubblica del 22 settembre 1976.
Il castello nello scudo riproduce quello tuttora esistente posto su un'altura a difesa del territorio.
Le due stelle nel capo ricordano i nuclei originari di Sozzo e di San Gregorio uniti nel 1807 per formare Cisano Bergamasco.
Il gonfalone è un drappo troncato di bianco e di azzurro.

## Monumenti e luoghi d'interesse

### Architetture civili

#### Castello Vimercati-Sozzi
Nel paese numerosi sono gli elementi architettonici caratteristici: in primo luogo il castello medievale che, inserito in una villa di proprietà privata e posto in posizione dominante, possiede ancora parte della muratura originale e un'imponente torre che svetta su gran parte dell'abitato.

### Architetture religiose

#### Chiesa di San Zenone vecchia
Coeva è la chiesa di San Zenone, a lungo sede parrocchiale: risalente all'XI secolo, presenta le caratteristiche architettoniche tipiche dell'epoca medievale grazie ad un ottimo stato di conservazione, cosa che le ha permesso di ottenere il riconoscimento di monumento nazionale.

#### Chiesa di San Zenone nuova
È inoltre presente la nuova chiesa parrocchiale che, sempre intitolata a san Zenone, risale all'inizio del XX secolo e conserva affreschi e dipinti, alcuni provenienti dalla chiesa vecchia, di buona fattura.

#### Chiese minori
Nella frazione di San Gregorio è possibile ammirare la chiesa intitolata all'omonimo santo che, posta sulla collina in posizione dominante, possiede ancora il campanile ricavato da una torre medievale. Infine, nella frazione di Villasola, si trova la chiesa che, intitolata a Santo Stefano, possiede opere di buon pregio tra cui l'altare maggiore progettato nel 1841 dall'architetto Ferdinando Crivelli, la cui realizzazione ad opera di Angelo Cattò si è discostata dal progetto.

## Società

### Evoluzione demografica
Abitanti censiti

### Etnie e minoranze straniere
Gli stranieri residenti nel comune sono 470, ovvero il 7,4% della popolazione, di seguito sono riportati i gruppi più consistenti:
1. Romania, 104
2. Marocco, 92
3. Senegal, 57
4. Costa d'Avorio, 43
5. Albania, 26
6. Moldavia, 21
7. Ucraina, 20

Cina

### Qualità della vita e riconoscimenti
- Comune Riciclone 2011 - Raccolta RAEE: Cisano Bergamasco è il primo comune d'Italia più virtuoso nella raccolta di piccoli elettrodomestici[16].

## Infrastrutture e trasporti
Il comune di Cisano Bergamasco è attraversato dalla SS 342, nota come "Briantea" che collega la città di Bergamo con Como, e dalla SS 639, che conduce a Lecco. È servito dalla stazione di Cisano-Caprino Bergamasco, sulla linea Lecco-Brescia.